# Johann Christian von Engel
Johann Christian von Engel (n. 17 octombrie 1770, Leutschau, astăzi Levoča, Slovacia - d. 20 martie 1814, Viena) a fost un istoric austriac de etnie germană.
Fiind unul dintre precursorii lui Robert Roesler, a susținut înaintea acestuia teoria conform căreia poporul român s-ar fi format numai în regiuni din sudul Dunării și ar fi emigrat la nord pe fluviu abia în secolul al IX-lea.

## Opera
Dintre lucrările lui Johann Christian von Engel:
1. Geschichte des ungrischen Reiches und seiner Nebenländer [Istoria imperiului ungar și a țărilor sale secundare], 1797-1804;
2. Monumenta ugrica [Culegere de izvoare ale istoriei Ungariei], Wien (Viena), 1809;
3. Geschichte des Königreichs Ungarn, 5 Bände [Istoria regatului Ungaria, 5 volume], Wien 1812-1813;
4. Comentarii despre expedițiile lui Traian la Dunăre și despre originea românilor, 1794
5. Istoria Moldovei și a Țării Românești, 2 vol., 1804.

## Heraldica Basarabilor
Preluând informații de la Johann Christian von Engel ca istoric ce-l evocă pe Levinus Hulsius - care a publicat în anul 1597 lucrarea Transylvaniœ, Moldaviœ et Valachiœ descriptio blazoanele familiei Basarabilor Țării-Românești și Moldovei - este consemnat de Bogdan Petriceicu Hasdeu în lucrarea „Basarabii cine? – De unde? – Când?”

## Mihai Viteazul evocat de acest istoric
„Lăsând noi inscripțiile mormântului lui Mihai la o parte, mai bucuros vream să răsfirăm, și să presărăm flori, pre mormântul acestui Prințip Românesc, care interes istoricesc de lume minunat cuprinde în sine. Acesta mai cu putere au ajutat spre abaterea varvarilor de cătră celelalte părți creștinești ale Europei. De ar fi întimpinat acest bărbat mai faină creștere în tinerețele sale, și de nu s-ar fi născut în timpul așa feliu de stări înprejur grele și turburoase; de n-ar fi avut de lucru cu Basta, cu Batori, și cu Moghila, ar fi făcut minuni în lume, și s-ar fi asemănat cu Temistocles și cu Ioan Huniadi. Istoria lui cu mare plăcere am lucrat-o, pentru că aceasta m-au ușurat inima, cea scârbită despre alte istorii varvare și nenorocoase a Țării Românești, și a Moldaviei. El au fost român curat, și au dat adeverire cum că Pronia cerească arată în toate neamurile și linbele măestria și puterile sale. De ar fi ținut stăpânirea lui mai mult, s-ar fi făcut țările cele de pe marginea // Dunării minunate de toată lumea, și nenfrânte de putere omenească. Însă în al 43-lea an al vieții sale fu tirănește smuls prin silitoare putere din cursul vieții; urmările începutelor lui fapte se înpedecară, și se stinseră în săcul cuprins a timpurilor. Țara Românească și Moldavia și acum se află în stare ticăloasă; ca mai nainte de acesta, însă datorința Istoriei fie de-a pururea a păstra aducerea aminte despre acest Bărbat, și a proroci lauda lui. Lucrul Istoriei fie de a ținea putința naintea ochilor, și de a deștepta adeveritoarea părere, cum că frumoasele acele țeri oarecând vor înflori, și se va mângăia omenirea cu dânsele.””—Johann Christian von Engel / Geschichte der Moldau und Walachey / Halle / 1804 / pagina 268.